# Campionati africani di lotta 1997
I campionati africani di lotta 1997 sono stati la 14ª edizione della manifestazione continentale organizzata dalla FILA. Si sono svolti nel maggio 1997 a Casablanca in Marocco. 

## Podi

### Uomini

#### Lotta libera
| Evento | Oro                                  | Argento                           | Bronzo                   |
| 54 kg  | Ali Mohamed Hassan Abu Taleb Egitto  | Said Kedjaouar Algeria            | Shaun Williams Sudafrica |
| 58 kg  | Mohamed Amine Benhammadi Algeria     | Hecha Egitto                      | Jabeur Dridi Marocco     |
| 63 kg  | Tarek Ibrahim Egitto                 | Farid Hanoun Algeria              | Noungomun Costa d'Avorio |
| 69 kg  | Gideon Malherbe Sudafrica            | Felix Malala Die Dion Senegal     | Yasser Egitto            |
| 76 kg  | Ian du Toit Sudafrica                | Ahmed Egitto                      | Sene Mactar Senegal      |
| 85 kg  | Alioune Diouf Senegal                | Vincent Aka Akesse Costa d'Avorio | Issam Egitto             |
| 97 kg  | Mohamed Ali Egitto                   | Abdel Aiz Essafoui Marocco        |                          |
| 125 kg | Hisham Abdelwahab Abdelmoamen Egitto | Omran Elabdy Tunisia              | Ouldbouya Marocco        |

#### Lotta greco-romana
| Evento | Oro                                 | Argento                     | Bronzo                    |
| 54 kg  | Ashraf Meligy El Garably Egitto     | Souibgui Marocco            | Mohamed Saadi Algeria     |
| 58 kg  | Khasahab Saber Egitto               | Moukim Marocco              | Nabil Salhi Tunisia       |
| 63 kg  | Brian Coats Sudafrica               | Walid Egitto                | Khaled Madmoun Marocco    |
| 69 kg  | Magdi Algeria                       | Boumahdi Marocco            | Hani Algeria              |
| 76 kg  | Karam Mohammed Gaber Ibragim Egitto | Youcef Bouguerra Algeria    | Ernest Malherbe Sudafrica |
| 85 kg  | Hosny Aiman Egitto                  | Sofiane Ouadjnia Algeria    | Amor Bach Hamba Tunisia   |
| 97 kg  | Mohie Abd Hares Egitto              | Abdel Aziz Essafoui Marocco | Mohamed Naduar Tunisia    |
| 125 kg | Omrane Ayari Tunisia                | Hossine Egitto              | Ouldbouya Marocco         |

### Donne

#### Lotta libera
| Evento | Oro                       | Argento                  | Bronzo                              |
| 46 kg  | Bouchra Melouany Marocco  | Aicha Kaba Guinea        | Nour El Houda Bejaoui Tunisia       |
| 51 kg  | Salma Ferchichi Tunisia   | Assin Evrine Senegal     | Rajaa Nafir Marocco                 |
| 56 kg  | Adline Diamacoune Senegal | Bouchra Boutayeb Marocco | Sihem Boudchiche Algeria            |
| 62 kg  | Asmaa Eddahar Marocco     | Zaraa Raouafi Tunisia    | Djehi Natacha Djedje Costa d'Avorio |
| 68 kg  | Rim Garram Tunisia        | Haifd Semlali Marocco    | Telly Diallo Mariama Guinea         |
| 75 kg  | Saida Riabi Tunisia       | Keltoum Sajidi Marocco   | Marie Nicole Diédhiou Senegal       |

## Medagliere
La nazione ospitante è evidenziata.
| Pos.   | Paese          | Oro | Argento | Bronzo | Totale |
| ------ | -------------- | --- | ------- | ------ | ------ |
| 1      | Egitto         | 10  | 4       | 2      | 16     |
| 2      | Tunisia        | 4   | 3       | 5      | 12     |
| 3      | Sudafrica      | 3   | 0       | 2      | 5      |
| 4      | Marocco        | 2   | 7       | 4      | 13     |
| 5      | Senegal        | 2   | 2       | 2      | 6      |
| 6      | Algeria        | 1   | 4       | 3      | 8      |
| 7      | Costa d'Avorio | 0   | 1       | 2      | 3      |
| 8      | Guinea         | 0   | 1       | 1      | 2      |
| Totale | Totale         | 22  | 22      | 21     | 65     |